# ریدویل (کارولینای جنوبی)
ریدویل(به انگلیسی: Reidville) شهری در ایالت کارولینای جنوبی کشور ایالات متحده آمریکا است که جمعیت آن در سرشماری سال ۲۰۱۰ میلادی، ۶۰۱ نفر بوده‌است.